# LRSVM Tamnava
Le LRSVM Tamnava est un lance-roquettes multiple modulaire développé par Yugoimport SDPR. Le véhicule repose sur un châssis de camion KamAZ 6560 8 × 8.

## Développement
Le nouveau MLRS double 262-122 mm a été révélé par Yugoimport SDPR en 2020 dans le but de renforcer les capacités d'artillerie des forces armées serbes.
LRSVM 262-122 mm est conçu comme un système modulaire. Cette modularité s'illustre par la possibilité de changer les paniers à roquettes pour passer sur une configuration 262 mm ou 122 mm Grad, les deux types pouvant être utilisés simultanément. Le système est entièrement automatisé, équipé de systèmes GPS et INS, et peut fonctionner de manière totalement autonome, exécutant éventuellement des missions de combat programmées. Le système a la capacité d'accepter deux conteneurs de lanceurs de rechange 122 mm. Le chargement et le déchargement des conteneurs sont effectués par une grue montée sur une plate-forme. Il est également possible d'installer des tubes de lancement réutilisables.
Les conteneurs modulaires du Tamnava, lorsqu'ils sont combinés, utilisent des roquettes de 122 mm et 262 mm composées de deux modules lanceurs de 122 mm (24 roquettes) et de deux modules de 262 mm (six roquettes). Lorsqu'il n'utilise que des roquettes de 122 mm, ce système dispose de 48 roquettes. Le véhicule permet une mise à feu en environ 90 secondes et permet à l'équipage de quitter la zone en également 90 secondes. Lors de la phase de mise à feu, quatre vérins hydrauliques sont déployés hors du véhicule pour le stabiliser et assurer une meilleure précision.
La cabine est légèrement blindée pour supporter des tirs d'armes légères ainsi que du shrapnel. Une écoutille est installée sur le toit de la cabine, sur lequel peut être installé aussi un fusil mitrailleur lourd de type M2, Kord ou NSVT. Deux lance-fumigènes sont installés de chaque côté de la cabine.

## Les opérateurs

### Futurs opérateurs
- Chypre – La Garde nationale chypriote a acheté une batterie de six lanceurs[5],[6].
- Serbie

### Opérateurs potentiels
- Grèce – En 2022, l'armée hellénique a reçu une délégation Serbe qui leur a présenté l'offre du MLRS Tamnava alors qu'il cherche à remplacer leurs RM-70 installé sur les îles de la mer Égée[7],[8].

### Projets serbes
- LRSVM Morava
- PASARS-16
- M-18 Oganj
- ALAS
- NORA B-52
- Obusier SORA
- SOKO SP RR
- Zastava NTV
- BOV M16 Miloš
- BOV M11

### Autres
- BM-21
- BM-27
- BM-30
- Tornado-G
- Fajr-3
- Fajr-5